# Siegfried Altmann (Ingenieurwissenschaftler)

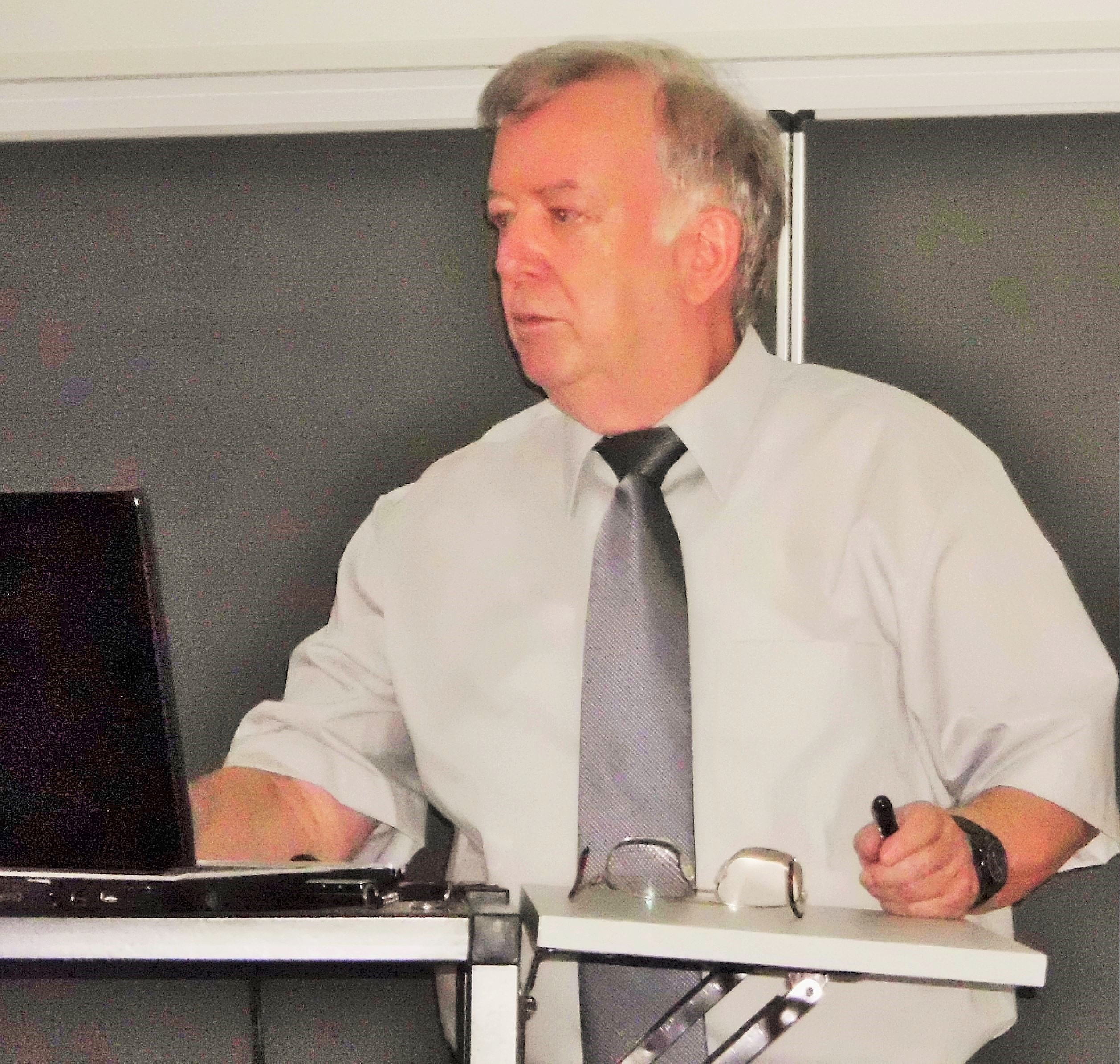
Siegfried Altmann bei einem Vortrag (2011)

Siegfried Altmann (* 20. Juli 1936 in Riesa) ist ein deutscher Ingenieur und Professor für Allgemeine und Theoretische Elektrotechnik. Seine fachliche Kompetenz liegt auf den Gebieten Elektrische Energietechnik, Oberleitungsanlagen elektrischer Bahnen, Elektrosicherheit, Zuverlässigkeit, Sicherheits- und Unfallforschung.

## Werdegang
Siegfried Altmann ist der zweite Sohn des Maurers Richard Altmann (1912–1985) und seiner Ehefrau Anna Altmann, geb. Frank (1914–1963). Von 1942 bis 1950 besuchte er eine Grundschule in Riesa und anschließend erfolgte bis 1953 seine Berufsausbildung als Betriebselektriker im Stahl- und Walzwerk Riesa sowie eine kurze Tätigkeit als Lehrausbilder. Im Jahr 1953 ging er zum Studium an die Ingenieurschule für Elektrotechnik Mittweida und belegte hier die Fachrichtung Elektromedizinische Geräte und Röntgentechnik. Er war während seines Studiums auch Hilfsassistent bei Helmut Lindner. Seinen Abschluss als Ingenieur erlangte er 1956.
Er ist seit 1958 mit der Industriekauffrau Johanna Altmann, geb. Fegert verheiratet; das Ehepaar hat eine erwachsene Tochter, die ein Studium als Klinische Diplom-Psychologin absolviert hat.

## Elektrotechniker in Industrie und Hochschule
Altmann arbeitete zunächst von 1956 bis 1960 als Montage- und Projektierungsingenieur auf dem Gebiet des Fahrleitungsbaus für die Reichsbahn-Elektrifizierung im Betrieb Starkstromanlagenbau in Halle (Saale). Während dieser Tätigkeit war er als Montageingenieur tätig bei der Elektrifizierung des Leipziger Hauptbahnhofs und der angrenzenden Strecken bis Dessau-Rosslau-Meinsdorf, Magdeburg und Probstzella. Als Projektierungsingenieur wurden von ihm die Strecken einschließlich der jeweiligen Bahnhöfe projektiert:
- Leipzig–Altenburg,
- Leipzig–Rötha/Espenhain,
- Leipzig–Neukieritzsch/Böhlen,
- Leipzig–Lobstädt–Borna,
- Versuchsstrecke im Reichsbahnausbesserungswerk Dessau-Süd,
- externe Bahnhöfe Leipzig-Leutzsch, -Lützschena und -Wahren,
- Versuchsstrecke für 200 km/h im Braunkohlenrevier Nochten (Lausitz) im Auftrag des Lokomotivbau Elektrotechnische Werke (LEW) Hennigsdorf.

Hier sammelte er Praxiserfahrungen, die zugleich eine wesentliche Grundlage für seine späteren Forschungen im Hochschulbereich bildeten.
Im Zeitraum von 1960 bis 1972 war er Wissenschaftlicher Mitarbeiter und später Oberassistent am Institut für Elektrische Bahnen und Anlagen (Direktor: Helmut Koch), später umbenannt in Arbeitsgruppe Verkehrselektro-Technik (Leiter: Rudolf Schulze) der Hochschule für Verkehrswesen „Friedrich List“ Dresden (HfV). In dieser Zeit absolvierte er von 1960 bis 1967 neben seiner beruflichen Tätigkeit ein Hochschulfernstudium im Studiengang Elektrotechnik an der HfV, Fachrichtung Elektrische Bahnen und Anlagen, Spezialisierung „Energieversorgung Elektrischer Bahnen“. Hier erlangte er mit einer Arbeit zum Thema „Ein Beitrag zur Verminderung der Unterhaltungsarbeiten im Fahrleitungsnetz“ (Gutachter: Helmut Koch) seinen ersten akademischen Grad Diplomingenieur (Dipl.-Ing.).
Im unmittelbaren Anschluss hieran erfolgte 1970 seine Promotion zum Doktor-Ingenieur (Dr.-Ing.) an der gleichen Bildungseinrichtung mit der Dissertation „Ein Beitrag zur praktischen Berechnung wichtiger Seilkonstruktionen in Fahrleitungsanlagen für höhere Geschwindigkeiten, Vorschläge über einheitliche Berechnungsmethoden und die experimentelle Ermittlung der über die Hänger im Gleichstromfahrleitungsnetz fließenden Ströme bei Belastung durch das elektrische Triebfahrzeug“ (Gutachter: Rudolf Schulze und Paul Kahler, HfV Dresden).
Während seiner Tätigkeit an der HfV Dresden war er mit folgenden Lehrveranstaltungen beauftragt: Energieversorgung elektrischer Bahnen mittels Umrichter (1960 bis 1962) und Projektierung, Betreiben und Berechnung von Fahrleitungsanlagen elektrischer Bahnen (1960 bis 1971), gekoppelt mit zugeordneter Forschungstätigkeit. Er betreute in dieser Zeit über 30 Diplomarbeiten. Erfolgreich absolvierte Altmann 1970 an der HfV Dresden einen Weiterbildungskurs auf dem Gebiet der Elektronischen Datenverarbeitung (EDV) – als Abschluss wurde das fachspezifische Problem „Berechnungen für festverspannte Fahrleitungen“ bearbeitet (Rechenanlage Minsk 22 und FEL-ALGOL) – und einen Kurs auf dem Gebiet der systematischen Heuristik. An der HfV war er berufenes Mitglied der Kommission für Ausländerstudium.
Von 1972 bis 1976 wechselte er erneut in den Industriebereich und übernahm den Aufbau und die Leitung der Forschungsgruppe „Elektrosicherheit“ im Zentralinstitut für Arbeitsschutz (ZIAS) der DDR in Dresden (Blaues Haus, Direktor: Horst Rehtanz), der heutigen Außenstelle der Bundesanstalt für Arbeitsschutz und Arbeitsmedizin. Es entstanden die ersten Arbeiten auf dem Gebiet der „Quantitativen Bewertung der Elektrosicherheit und Schutzgüte“ auf der Grundlage objektiver und subjektiver Wahrscheinlichkeiten, gekoppelt mit Modellen der Fuzzy-Logik und Qualimetrie. Dieses Arbeitsgebiet hat er später an der TH Leipzig und an der HTWK Leipzig fortgesetzt.
Während dieser Zeit erwarb er 1975 die Facultas Docendi (Hochschullehrbefähigung) für „Praktische Elektrotechnik“. 1975 absolvierte er erfolgreich beim KDT-Bezirksverein Dresden einen Fernkurs “Zuverlässigkeit in der Elektrotechnik/Elektronik” (Kursleiter und Mentor der Abschlussarbeit: Kurt Reinschke).
In den Jahren 1971 bis 1975 unterrichtete Altmann nebenberuflich an der Betriebsakademie des Elektromaschinenbaus Sachsenwerk Dresden die Fächer Wirtschaftsmathematik und Anwendung mathematischer Methoden in der Ökonomie. 1975 erhielt Altmann vom Rektor der Ingenieurhochschule Leipzig einen Lehrauftrag für das Thema „Elektrotechnik/Elektronik“.
In diese Zeit fallen auch seine Arbeiten als berufenes Mitglied in der Expertengruppe Zweiseitiger Eisenbahnverkehr der Deutsch-Polnischen Transportkommission, in der Expertengruppe Kohleverbindungsbahn zum Kraftwerk Boxberg, in der Expertengruppe Elektrosicherheit im
Kernforschungszentrum Dresden/Rossendorf (Inbetriebnahme eines Beschleunigers) und als Leiter einer Expertengruppe zur Untersuchung der Ursachen einer Havarie in einer Öl-Fabrik in Bulgarien in Folge einer elektrostatischen Entladung.

## Hochschuldozent
Im Jahr 1976 erhielt Altmann eine Berufung als Hochschuldozent (entsprach C3-Professor) für Grundlagen der Elektrotechnik an die Ingenieurhochschule Leipzig.
In diese Zeit fällt auch seine B-Promotion zum Dr. sc. techn. (Elektrotechnik) an der HfV Dresden im Jahr 1977 zum Thema „Probleme der Zuverlässigkeit und Schutzgüte bei speziellen elektrotechnischen Erzeugnissen und Ableitung langfristiger Schwerpunktaufgaben für die Elektrosicherheit“ (Gutachter: Rudolf Schulze, HfV Dresden; Paul Wolowczyk, TU Dresden und Walter Frischmann, TH Leipzig), die nach der Wiedervereinigung als Habilitation anerkannt wurde.

## Wirken als Professor für Elektrotechnik

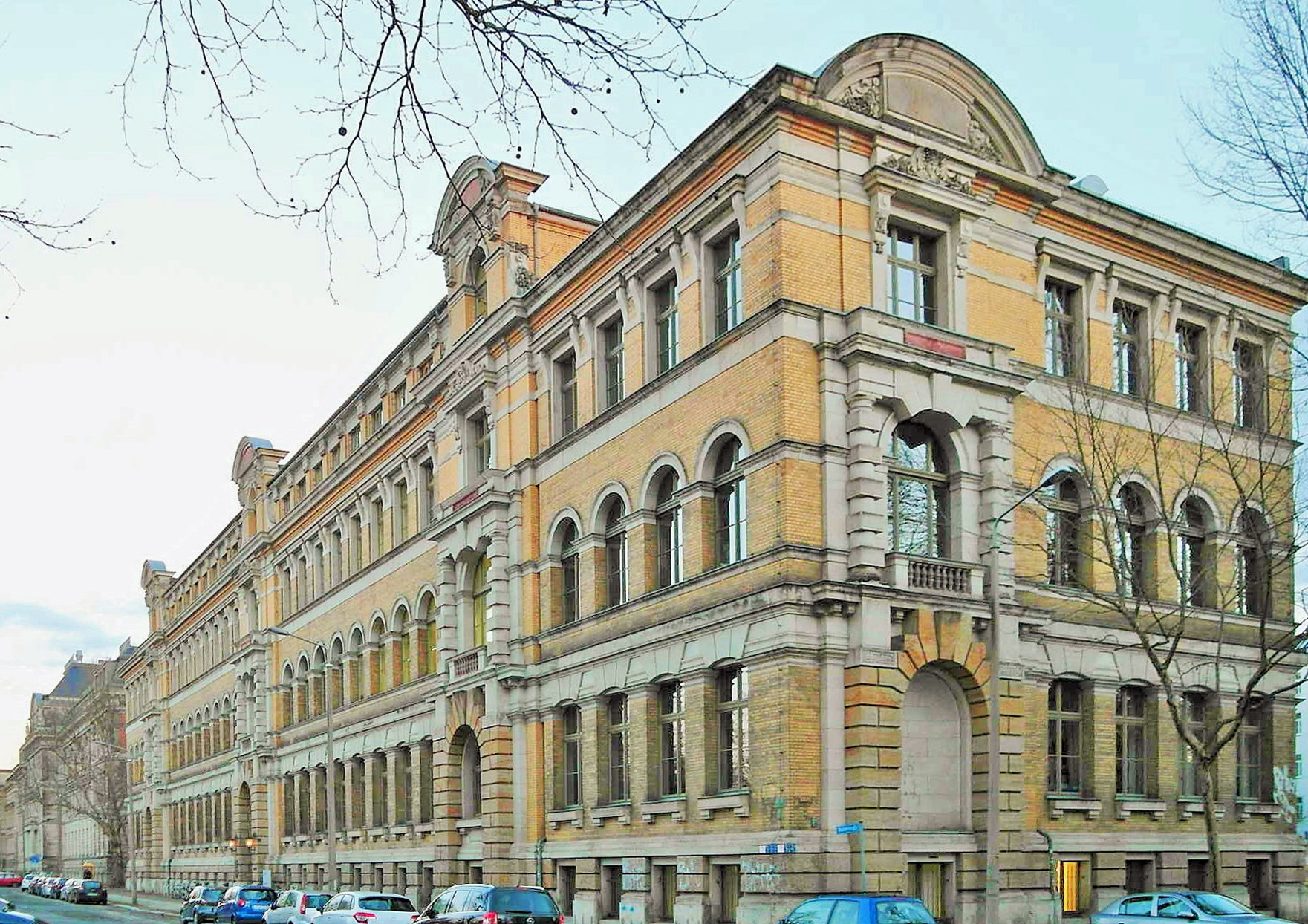
Leipzig, Wächterstraße 13, Gebäude der ehemaligen TH Leipzig für die beiden Sektionen Automatisierungsanlagen und Elektroenergieanlagen; heute Wiener-Bau: Fakultätsgebäude der HTWK Leipzig (errichtet vom Architekten Hugo Licht)

Im Herbst 1979 wurde Altmann als ordentlicher Professor auf den Lehrstuhl für Grundlagen der Elektrotechnik und Leiter des Wissenschaftsbereiches „Betreiben von Elektroenergieanlagen“ an die Technische Hochschule Leipzig (THL; Rektor: Kurt Fiedler) berufen, hier in die Sektion Elektroenergieanlagen (Direktor: Friedrich-Wilhelm Kloeppel). Im Frühjahr 1980 wurde er zum Direktor der Sektion Elektroenergieanlagen ernannt, und diese Funktion übte er bis zum Herbst 1990 aus. An der TH Leipzig hat sich in diesem Zeitraum im engen Zusammenwirken mit der Sektion Automatisierungsanlagen (Direktor: Werner Richter) die technologische Profillinie Anlagen des Elektroingenieurwesens in Ausbildung und Forschung als eine im deutschsprachigen Raum einmalige Spezialisierung herausgebildet.
Altmann führte akademische Lehre in größerem Umfang aus. Neben seinem Hauptfach Grundlagen der Elektrotechnik lehrte er auch Theoretische Elektrotechnik, Nichtlineare elektrische Netzwerke, Theorie der Leitungen sowie Elektrosicherheit. Er hat die Ausbildung von Diplom-Ingenieuren in der Spezialisierung Elektroenergieanlagen durch seine Lehrveranstaltungen für die Grundlagen sowie durch seine zugehörigen Buchveröffentlichungen nachhaltig stabilisiert und durch seine Spezialfächer deutlich erweitert. Nennenswert ist auch die Mitarbeit seines Lehrstuhls am fünfsprachigen Fachwörterbuch Elektrotechnik; für Kuba 1982 by Edition Leipzig in Kooperation mit EDITORIAL CIENTIFICO-TECNIKA, La HABANA. Erarbeitet wurden hierzu die Definitionen zu mehr als 1200 Fachwörtern mit nahezu 300 Illustrationen von den Mitarbeitern Karl-Heinz Ahke und Klaus Hirschfeld. Altmann war zugleich Mitglied der Fakultät für Technische Wissenschaften und des Senats der TH Leipzig (1980 bis 1990). In dieser Funktion leitete er über 50 Promotionsverfahren.
Besondere Aufmerksamkeit widmete Altmann während seiner Tätigkeit als Sektionsdirektor auch dem Aufbau von internationalen Kontakten zu den Hochschulen und Universitäten in Kiew (Ukraine), Wrocław und Poznań (Polen) sowie in Budapest (Ungarn), wo er selbst mehrfach Gastvorlesungen hielt und an Promotionsverfahren mitwirkte. Zu nennen sind auch seine kooperativen Kontakte zur ETH Zürich und zur Friedrich-Alexander-Universität Erlangen-Nürnberg auf den Gebieten der Förderung des wissenschaftlichen Nachwuchses und bei Promotionsverfahren.
In seiner Funktion als Direktor initiierte er, in enger Zusammenarbeit mit dem Prorektor für Natur- und Technikwissenschaften Dietrich Balzer, die Bildung einer Hochschul-Industrie-Forschungsgruppe Elektroenergieanlagen (HIFOG-EEA). Sie bildete die Basis für eine noch engere Kooperation mit den Praxispartnern, insbesondere dem Institut Prüffeld und Hochspannungstechnik (IPH) Berlin. Die HIFOG-EEA wurde von Wolfgang Löschner geleitet. Wesentliches Ziel war die schnelle Einführung von CAD/CAM-Lösungen im Elektroanlagenbau. Gefördert und unterstützt wurde sie vom Kombinat Elektroenergieanlagenbau (KEA) Leipzig und vom KDT-Bezirksvorstand Leipzig (Werner Kriesel als Stellv. Vorsitzender).
In Kooperation mit dem Rat der Stadt Leipzig und in Abstimmung mit dem Rektor der TH Leipzig Wolfgang Altner gründete Siegfried Altmann als Lehrstuhlinhaber und Sektionsdirektor im November 1986 an der TH Leipzig eine Technische Schülergesellschaft Elektrotechnik/Elektronik „Spitzenkader von Morgen“. Zur ersten Vorlesung erhielten die 20 ausgewählten Schüler der 9. Klasse aus der Hand des Rektors eine von ihm unterzeichnete Berufungsurkunde. Die Studiendauer betrug 4 Jahre. Es wurde beabsichtigt, dass sie nach Abschluss dieser Ausbildung auf der Basis von Sonderstudienplänen verkürzt das Hochschulstudium an der TH Leipzig absolvieren können.
Mit einem Personalbestand von rund 100 Mitarbeiterstellen, zahlreichen Doktorandenstellen, etwa 30 Personalstellen im HIFOG-EEA als Transfereinrichtung sowie rund 300 Studenten war in Leipzig eine der größten Hochschuleinrichtungen im deutschsprachigen Raum mit ausschließlicher Spezialisierung für Elektroenergieanlagen entstanden. Dies ermöglichte Altmann als Sektionsdirektor, zusammen mit allen 5 Lehrstühlen für die Hauptkomponenten von Elektroenergieanlagen, auch umfangreiche Forschungsprojekte mit der Industrie aufzunehmen, konzentriert auf den Schwerpunkt „Vorlauf für eine künftige Generation von Elektroenergieanlagen“. Als Mitglied im Beirat Elektroingenieurwesen (Vorsitzender: Gerhard Linnemann, damals Rektor der TH Ilmenau) beim Ministerium für Hoch- und Fachschulwesen seit 1980 konnte Altmann den Wissenschaftszweig „Technologie der Elektroenergieanlagen“ als Lehr- und Forschungsgebiet profilieren.
Mit der Auflösung der Sektionen im Zuge einer Angleichung der ostdeutschen Hochschulen nach der deutschen Wiedervereinigung wurde er zum Direktor des Instituts für „Allgemeine Elektrotechnik“ an der TH Leipzig gewählt und war hier verantwortlich für die Ausbildung in der gleichnamigen Diplomstudienrichtung. 1991 erfolgte die Umwandlung seines akademischen Grades „Doktor der Wissenschaften“ (Dr. sc. techn.) in den Grad „doctor habilitatus“ (Dr.-Ing. habil.) durch den Senat der HfV Dresden. Von Frühjahr bis zum Herbst 1992 übernahm er im Auftrage des damaligen Rektors der TH Leipzig Rolf Thiele die Leitung des neu gegründeten Fachbereiches Energietechnik als amtierender Fachbereichsdirektor.
Altmann erlangte eine Berufung an die im Juli 1992 neu gegründete Hochschule für Technik, Wirtschaft und Kultur Leipzig (HTWK-Gründungsrektor: Klaus Steinbock) zum Wintersemester 1992 als Professor für Grundlagen der Elektrotechnik und Theoretische Elektrotechnik sowie zugleich als Sprecher der Fachgruppe Allgemeine Elektrotechnik.
Unter seiner Einflussnahme wurde 1995 am Fachbereich Elektrotechnik der HTWK Leipzig mit großem Erfolg der Studiengang „Wirtschaftsingenieurwesen / Elektrotechnik“ eingerichtet. Weiterhin führte er in Zusammenarbeit mit der Medizinischen Fakultät der Universität Leipzig die Ausbildung auf den Gebieten der „Elektromedizinischen Geräte und Verfahren“ sowie der „Medizinischen Statistik / Informatik“ ein. Diese Ausbildung wurde ergänzt durch eigene Vorlesungen auf dem Gebiet der Elektropathologie / Elektrosicherheit. Eine Vertiefung erfolgte jeweils durch ein spezielles Laborpraktikum an der HTWK Leipzig in Kooperation mit der Hochschule Anhalt in Köthen.
Durch seine Mitarbeit in der Arbeitsgruppe „Industrie- und Technologiestandort“ des Regierungspräsidiums Leipzig trug Altmann zur Ausarbeitung einer Gründungskonzeption für ein Wissenschaftszentrum Elektrotechnik in Leipzig bei. Durch seine Zusammenarbeit mit dem Lenkungsausschuss wurde erreicht, dass im Frühjahr 1997 die Gründung des Forschungs- und Transferzentrums Leipzig e. V. (FTZ) an der HTWK Leipzig erfolgen konnte. Seitdem entwickelt sich das FTZ erfolgreich und hat breite Anerkennung bei seinen Praxispartnern gefunden. Seine Wahl zum ersten Wissenschaftlichen Direktor des FTZ war Ausdruck für seine erfolgreichen Bemühungen um diese Gründung, in dieser Funktion wirkte er bis 2001.
Engagiert war Altmann auch bei der Gründung eines Fördervereins der HTWK seit 1994 und bei der Gründung der Hochschulzeitschrift „Podium“. Von 1997 bis 2005 war er der erste Vorsitzende des Fördervereins der HTWK Leipzig. Als Nachfolger wurde Klaus-Peter Schulze gewählt, der dieses Amt 2019 an Markus Krabbes übergeben hat. Zu den Mitgründern des Fördervereins gehörte auch Jochen Staude, der als Schriftführer des Vorstandes tätig war und für sein 25 Jahre währendes Engagement im Jahre 2020 mit der Albert-Geutebrück-Medaille geehrt wurde.
Im Zeitraum von 2000 bis 2011 übte er zugleich einen Lehrauftrag für Elektrotechnik an der Hochschule für Telekommunikation Leipzig (HfTL) aus. Mit Erreichen der Altersgrenze wurde Altmann im Jahre 2001 emeritiert.
Altmann hat zahlreiche Vorträge auf wissenschaftlichen Veranstaltungen gehalten, deren Durchführung er teilweise selbst angeregt und mitorganisiert hat. Seine wissenschaftlichen Publikationen spiegeln zugleich seine Teamarbeit wider und umfassen mehr als 140 Arbeiten, davon mehrere in Buchform mit wiederholten Auflagen. Er hat Gutachten erarbeitet zu über 50 Dissertationen und Habilitationen (davon für 11 eigene Doktoranden) sowie zu 5 größeren Problemfällen der Industrie. Während seiner Tätigkeit im Hochschulwesen hat er bis 2015 über 130 Diplom- und Masterarbeiten als Mentor betreut.

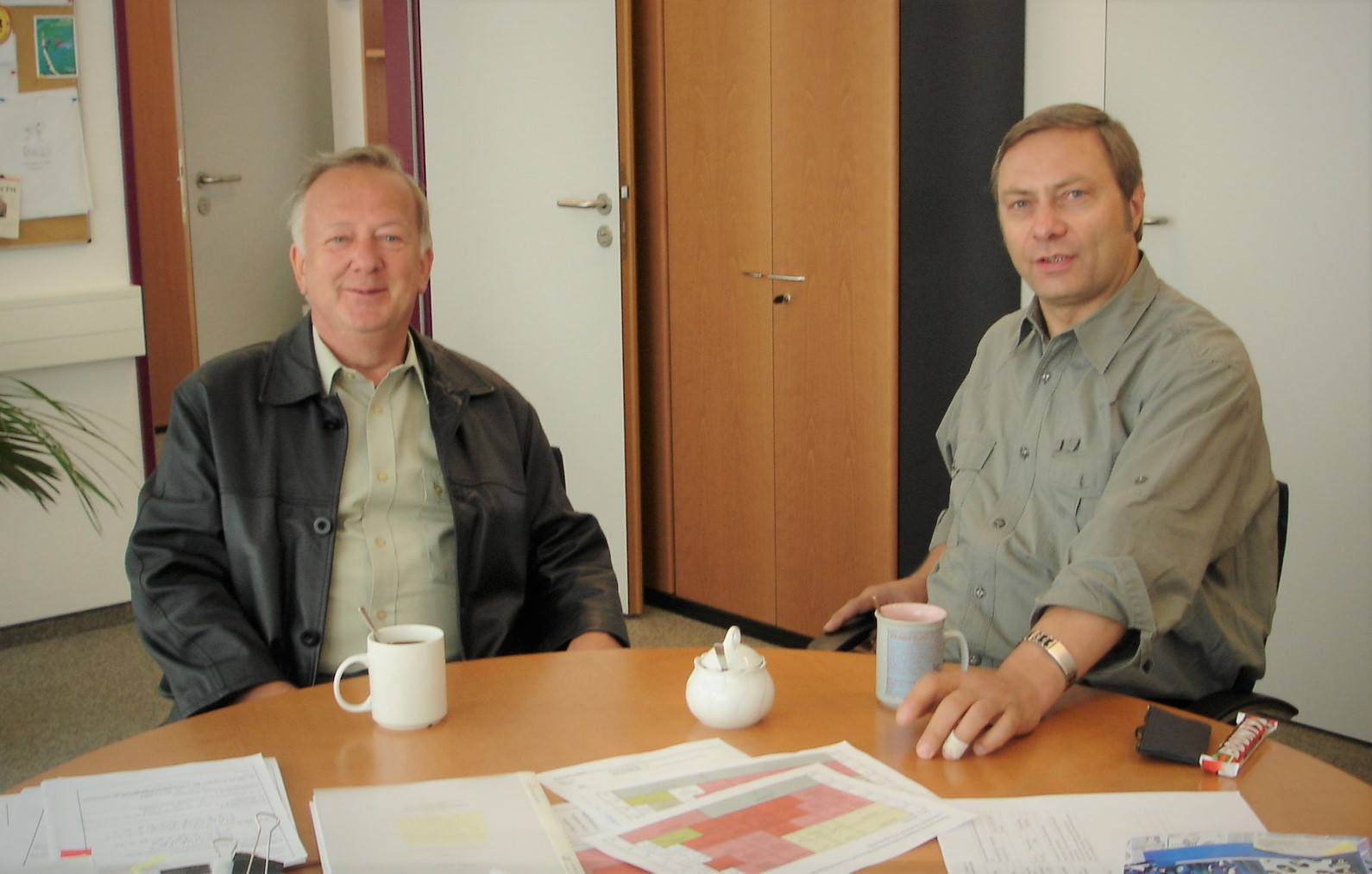
Siegfried Altmann (li.) und Detlef Schlayer im Gespräch zur 4. Auflage ihres gemeinsamen Buches (2005)

Aus seinem akademischen Umfeld sind als Professoren hervorgegangen: D. Schlayer (erster Doktorand; Prorektor der HfTL von 2000–2011), Jürgen Otto (Dresden) und Günther Otto (Rektor der HTW Dresden von 1996–2003), T. Heimbold (Leipzig), F. Illing (Leipzig), J. Wenge (Leipzig), D. Haentzsch (Magdeburg), L. Kieltyka (Częstochowa/Polen), Brigitte Obst (Leipzig), M. Sturm (Leipzig), W. Mierke (Leipzig), I. Neumann (Leipzig), P. Baier (Leipzig), M. Reichel (Leipzig), W. Uhlmann (Leipzig), R. Grohmann (Leipzig), W. Hähle (Leipzig), D. Heinze (Leipzig), B. Oswald (Hannover), P. Kahler (Dresden), B. Hellige (Dresden), H. Hänisch (Berlin), P. Iancu (Senftenberg), M. Amos (Dresden), K. Kabitzsch (Dresden), M. Triandafilidis (Kavalla/Griechenland) und Wolfgang Tiefensee (Leipzig: Oberbürgermeister, Ehrenprofessor; Berlin: Bundesminister, MdB; Erfurt/Thüringen: Wirtschaftsminister).
Auf dem Gebiet der quantitativen Bewertung der Elektrosicherheit und Zuverlässigkeit elektrotechnischer Betriebsmittel hat Altmann Pionierarbeit geleistet. Weiterhin hat er sich auch intensiv mit der Messung und Bewertung der Qualität befasst, die als Qualimetrie bezeichnet wird. Er sieht jedoch diese Fachgebiete keineswegs als abgeschlossen an. Hierfür spricht auch, dass im Jahre 1988 der erste deutsche Lehrstuhl für Fertigungsmesstechnik und Qualitätsmanagement an der RWTH Aachen eingerichtet und mit Tilo Pfeifer besetzt wurde sowie im Jahre 2004 mit Robert Schmitt wiederbesetzt worden ist. Weiterhin existiert inzwischen eine Gesellschaft für Qualitätswissenschaft (GQW) als Vereinigung deutschsprachiger Universitätsprofessoren für Qualitätsmanagement.
Zur Vermeidung elektrischer Unfälle, speziell im Bauwesen, hat sich Altmann an der TH und HTWK (1978–1999) in seinem Forschungsteam mit der Entwicklung von Hochspannungswarngeräten für ortsveränderliche Arbeitsmaschinen beschäftigt. Als wissenschaftliche Ergebnisse sind zu nennen: zwei Dissertationen und 18 Diplomarbeiten. Diese Arbeiten erfolgten im Rahmen der Applikationsforschung im Auftrage der Industrie (TAKRAF-Kombinat Leipzig) und des FTZ e. V. der HTWK Leipzig sowie in fördernder Kooperation mit der ETH Zürich und der Saarlanduniversität Saarbrücken.
Die 1998 an der HTWK Leipzig begonnenen Forschungsarbeiten auf dem Gebiet der elektronischen Orientierungshilfen für sehbehinderte Menschen hat er im Jahre 2006 beendet und zur Weiterbearbeitung empfohlen. Als Mitglied des FTZ der HTWK Leipzig hat er jedoch die Sicherheits- und Unfallforschung fortgesetzt, ab 2013 auch in Kooperation mit dem Universitätsklinikum Hamburg-Eppendorf, Klinik und Poliklinik für Kinder- und Jugendmedizin.

## Mitgliedschaften und Ehrungen (Auswahl)
- Altmann wurde im Oktober 1975 in das Ehrenbuch des Zentralinstituts für Arbeitsschutz Dresden, der heutigen Bundesanstalt für Arbeitsschutz und Arbeitsmedizin Dortmund, Standort Dresden, eingetragen.
- Er war während seiner Tätigkeit als Sektionsdirektor Mitglied des Wissenschaftlichen Rates und des Senates der TH Leipzig und seit 1977 Mitglied der Fakultät Technik und Naturwissenschaften und in Folge Mitglied des Promotionsausschusses Elektrotechnik und Maschinenbau (Vors. Herbert Ehrlich).
- Altmann war in Fachgremien der Kammer der Technik aktiv tätig. Zu nennen sind u. a.: Vorstandsmitglied der Wissenschaftlichen Sektion Elektroenergieübertragung und -wandlung (WS-EE) im Fachverband Elektrotechnik der DDR.
- Von 1980 bis 1990 leitete er als Vorsitzender gemeinsam mit Günter Stein die KDT-Bezirksfachsektion Elektrotechnik/Elektronik Leipzig.
- 1983 und 1986 erhielt er die Ehrennadel des KDT-Präsidiums Berlin (Bronze; Silber).
- Von 1981 bis 1990 war Altmann berufenes Mitglied des Wissenschaftlichen Rates der Hauptforschungsrichtung Elektrotechnik der DDR.
- 1984 wurde ihm der Orden Banner der Arbeit, Stufe II verliehen.
- Als langjähriges Beiratsmitglied und nach 1990 als Sprecher der Wissenschaftlich-technischen Zeitschrift ELEKTRIE war er u. a. Gastherausgeber der Schwerpunkthefte Elektrosicherheit (4/80, 6/82,9/85, 4/95) sowie der Schwerpunkthefte HTWK Leipzig, Fachbereich Elektrotechnik (8/92, 12/92, 11/93, 10–12/95, 7–8/97) und Herausgeber der ELEKTRIE-Schriftenreihe 1/92 und 2/92.
- 1990 wurde er in den VDE-Ausschuss „Unfallforschung“ Frankfurt a. M. berufen, den er von 1994 bis 2002 in der Nachfolge von Gerhard Hosemann und Helmut Zürneck auch leitete. Um der steigenden Bedeutung von Risiko- und Sicherheitsbewertungen zu entsprechen, erfolgte 1994 durch ihn eine Umbenennung in “Sicherheits- und Unfallforschung (SUF).”
- Er ist Mitglied des Wissenschaftlichen Beirates der Arnold-Sommerfeld-Gesellschaft e. V. Leipzig, Ehrenvorsitzender des VDE-Ausschusses „Sicherheits- und Unfallforschung“ und Ehrenmitglied des Forschungs- und Transferzentrums (FTZ) e. V. der HTWK Leipzig.
- Für seine Verdienste in Lehre und Forschung sowie bei der Entwicklung der HTWK Leipzig wurde Altmann im Jahr 2005 mit der Jakob-Leupold-Medaille ausgezeichnet.
- Im Jahre 2011 wurde Altmann in Wien als sechster internationaler Preisträger mit der Alvensleben-Jellinek-Ehrenmedaille ausgezeichnet.
- Für besondere Verdienste um die Entwicklung des Fördervereins der HTWK Leipzig erfolgte im Jahr 2012 seine Auszeichnung mit der Albert-Geutebrück-Medaille.
- 2015 wurde Altmann mit der Silbernen Ehrennadel des VDE Verband der Elektrotechnik Elektronik Informationstechnik Frankfurt am Main geehrt.

## Veröffentlichungen (Auswahl)
- Erste Versuche über die Reinigung von stark verschmutzten Fahrleitungsisolatoren unter Spannung in Anlagen der Deutschen Reichsbahn und Tschechoslowakischen Staatsbahn auf der Grundlage einer Studie. ELEKTRIE, Berlin, 18 (1964), H. 9, S. 67–71, SIGNAL und SCHIENE (1968), H. 6, S. 253–258 und Energietechnik (1968), H. 11, S. 512–515.
- mit Helmut Koch: Mechanische Berechnung von Fahrleitungsanlagen. Lehrbrief der Reihe „Energieversorgung elektrischer Bahnen“ an der Hochschule für Verkehrswesen „Friedrich List“ Dresden. Transpress-Verlag für Verkehrswesen, Berlin 1965.
- Mechanische Berechnung von Fahrleitungsanlagen elektrischer Bahnen – Formelsammlung. Deutsche Eisenbahntechnik 1965, H. 8 und 10, S. 363–374, 462–463 und Expressinformation Nr. 43, Moskau 1965, S. 1–16 in russischer Sprache.
- Möglichkeiten der Auslegung und Anordnung von Kettenwerksfahrleitungen unter Brücken. Wiss. Zeitschrift der Hochschule für Verkehrswesen “Friedrich List” Dresden, Separatdrucke (A 4) 1966, Teil 1, H. 1, S. 113–126; Teil 2, H. 2, S. 235–241 mit 3 Konstruktionsanlagen (A 4); Teil 3, H. 3, S. 403–410.
- Möglichkeiten und Anordnung von Fahrleitungen in Tunnels für Voll- und Untergrundbahnen. Wiss. Zeitschrift der Hochschule für Verkehrswesen “Friedrich List” Dresden, Separatdruck (A 4) 1967, H. 2, S. 403–419.
- Konstruktive Maßnahmen zur Verbesserung der Betriebssicherheit von Fahrleitungs-Anlagen. Wiss. Zeitschrift der Hochschule für Verkehrswesen “Friedrich List” Dresden, Separatdruck (A 4) 1969, H. 3, S. 559–568.
- Das Durchhangsverhalten von Verbundkettenwerksfahrleitungen für 200 km/h. Deutsche Eisenbahntechnik (1970), H. 12, S. 583–585.
- Berechnung der Fahrdrahtlage und der Systemhöhen im Brückenbereich, der kritischen Spannweite und kritischen Temperatur sowie des Windabtriebes mit dem Digitalrechner Minsk 22 und LEL-ALGOL. Mathematische Grundlagen mit Anwendungsbeispielen. Der VEM-Elektro-Anlagenbau 1972, H. 3, S. 135–143, Wissenschaftliche Zeitschrift der Hochschule für Verkehrswesen “Friedrich List” Dresden 1973, H. 3, S. 491–507 und ELEKTRIE, Berlin 1974, H. 6, S. 330–333.
- Fahrleitungen. In: VEM-Handbuch Energieversorgung elektrischer Bahnen. Verlag Technik, Berlin 1975, S. 365–453.
- Toleranzgrenzenzuverlässigkeit von Elektroenergieübertragungsanlagen. ELEKTRIE, Berlin 31 (1977), H. 3, S. 126–138 und Wissenschaftliche Berichte der TH Gliwice (Polen) 23–24 (1986), S. 181–187.
- Anwendung der Zuverlässigkeitstheorie bei der quantitativen Bewertung instandhaltungsgerechter Konstruktionen im Starkstromanlagenbau aus der Sicht des Arbeitsschutzes. Wissenschaftliche Berichte der TH Wrocław (Polen), 1977, Nr. 44/9, S. 3–10.
- Klassifizierung von 15-kV-Fahrleitungen nach Zuverlässigkeitskenngrößen im Zusammenhang mit der Festlegung notwendiger Sicherheitsabstände und erforderlicher Bauwerkshöhen. ELEKTRIE, Berlin 31 (1977), H. 4, S. 171–175.
- Qualimetrische Bewertungen elektrotechnischer Anlagen (Beispiele). Der Elektro-Praktiker, Berlin 33 (1979), H. 5, S. 148–151; H. 6, S. 203–205; H. 7, S. 247–251 und ELEKTRIE, Berlin 34 (1980), H. 4, S. 171–176.
- Quantitative Schutzgütebewertung von Fahrleitungsanlagen unter dem Aspekt der planmäßigen Instandhaltung. DET-Die Eisenbahntechnik 27 (1979), H. 12, S. 495–497.
- mit Shishkow, W. S., Russalowski, A. W. (TU Kiew): Anwendung qualitativer und quantitativer Methoden bei der Bewertung des Sicherheitszustandes elektrischer Betriebsmittel. Wissenschaftliche Zeitschrift der TH Leipzig 6/1982, Heft 2, S. 93–101 und ELEKTRIE, Berlin 36/1982, Heft 6, S. 328–331.
- Berechnung der Elektrosicherheit im Elektroenergieanlagenbau auf der Basis funktionsorientierter Modelle – Berechnung der Gefährdung infolge von Störlichtbögen. Wiss. Zeitschrift der TH Ilmenau, Heft 6, 1984, S. 101–110, … infolge beschädigter Leistungsschalter. Wissenschaftliche Zeitschrift der TH Wrocław (Polen), Nr. 18, 1984, Seite 21–30, … infolge von Überspannungen. (mit Lothar Apel). Wissenschaftliche Zeitschrift der TH Leipzig 8/1984, Heft 4, S. 205–215.
- Statistische Auswertung der Expertenbefragung zur Ermittlung der subjektiven Wahrscheinlichkeit „Elektrosicherheit“ einschließlich Interpretationsvarianten. Wiss. Berichte der TH Leipzig 1985, Heft 13, S. 1–15, ISSN 0138-3809.
- mit Detlef Schlayer: Spannungswarngeräte für ortsveränderliche freizügige Arbeitsmaschinen mit beweglichen Auslegern. 2. Kolloquium der Sektion über die Verhütung von Arbeitsunfällen und Berufskrankheiten (IVSS), Mai 1985 in Bonn-Honnef/Sieg, Berichtsband, S. 85–94.
- mit Shishkow, W. S., Capovski, N. I. (TU Kiew): Der Einfluss des Betriebsregimes von Elektroenergieanlagen auf die Zuverlässigkeit der Elektroenergieverteilung. ELEKTRIE, Berlin 39/1985, Heft 9, S. 339–341.
- Mathematische Methoden zur Bewertung der Sicherheit elektrotechnischer Anlagen. 2. Kolloquium der Sektion Forschung bei der Internationalen Sektion Forschung über die Verhütung von Arbeitsunfällen und Berufskrankheiten (IVSS), Bonn-Honnef/Sieg 8.–10. Mai 1985, Berichtsband 1985, S. 262–275.
- Mathematische Methoden und Algorithmen zur Ermittlung des Niveaus der Elektrosicherheit Elektrotechnischer Anlagen – Auszug aus einer Vorlesung an der TH Poznan (Polen), Institut für Elektroenergetik im Oktober 1985 in deutscher Sprache. Wiss. Zeitschrift der TH Poznan, Nr. 33, 1986, S. 147–169 (Kurzfassungen in polnischer, englischer und russischer Sprache).
- Ein Ansatz zur Zuverlässigkeitsnachweisführung in Elektroanlagen unter Berücksichtigung der Qualitätskenngröße Elektrosicherheit. Wissenschaftliches Symposium 1986 an der TH Gliwice (Polen), Session 4, Wissenschaftliche Zeitschrift der TH Gliwice und Konferenzbericht 1986, Seite 181–187.
- mit Peter Zahn und Pawel Kuraszkiewicz (Polen): Qualimetrical Expert Method – A tool for determining the safety level of nuclear power plants. 9th International Conference an Structural Mechanics in Reactor Technology, Lausanne, Switzerland, August 1987, Structural Mechanics in Reactor Technology, Volume M, Verlag A. A. Balkema/Rotterdam/Boston/1987, Seite 173–176.
- mit Novothny, F. (TH Kando Kalman Budapest, Ungarn): Villamosenergetikai berendezesek villamos biztonsaganak mennyisegi becslese. (Quantitative Abschätzung der elektrischen Sicherheit von elektroenergetischen Einrichtungen. Quantitative Estimation of the Electric Safety of Electric Power Equipments.) Elektroenergetika 80, evf. 1987, Heft 5, Seite 165–169 und 164, HU ISSN 0367-0708. PDF
- Bewertung der Elektrosicherheit elektrotechnischer Anlagen – Eine Einführung in die Theorie der Elektrosicherheit. Wissenschaftliche Berichte der TH Leipzig 1988, Heft 9, ISSN 0138-3809.
- Spitzenkader von Morgen – Talenteförderung durch Technische Schülergesellschaft Elektrotechnik/Elektronik an der TH Leipzig, Sektion Elektroenergieanlagen. ELEKTRIE, Berlin 41 (1987), Heft 5, Seite 191/192.
- mit Pawel Kuraszkiewicz (Polen): Mathematical Methods in the Qualimetrical Determination of Safety Level of Nuclear Power Plant. SMiRT 10 Los Angeles, 1989, Volum P, S. 13–17 und Sicherheitsbewertung von Kernkraftwerken, Wissenschaftliche Berichte der TH Leipzig 1989, Heft 16, S. 1–8, ISSN 0138-3809.
- mit Kieltyka, L. (TH Częstochowa, Polen): Verwendung amorpher Bänder als Abschirmungsschichten gegen elektromagnetische Wechselfelder. Wissenschaftliche Berichte der TH Leipzig 1989, Heft 16, S. 83–91 und 98–106, ISSN 0138-3809, Nachrichtentechnik / Elektronik, Berlin 39, Heft 6, S. 226–228 und ELEKTRIE, Berlin 43, 1989, Heft 5, S. 179–182.
- Eine Einführung in die quantitative Bewertung der Elektrosicherheit elektrotechnischer Anlagen: Herrn Univ.Prof. Dr.-Ing. G. Hosemann, Lehrstuhl für Elektrische Energieversorgung an der Universität Erlangen-Nürnberg zum 70. Geburtstag. Verlag Dr. Heide & Partner, Berlin 1992.
- Auswertung tödlicher Stromunfälle im Haus- und Freizeitbereich in der ehemaligen DDR und in den neuen Bundesländern. ELEKTRIE, Schriftenreihe 2, Dr. Heide & Partner GmbH Berlin 1992.
- Eine Analyse über das „Elektrounfallgeschehen in der damaligen DDR und heute“. VDE-Fachbericht 43. VDE-Verlag, Berlin/Offenbach 1993, S. 5–17.
- mit Detlef Schlayer: Lehr- und Übungsbuch Elektrotechnik. Fachbuchverlag, Leipzig-Köln 1995, 2. Auflage 2001, 3. Auflage 2003, 4. Auflage: Fachbuchverlag im Carl Hanser Verlag, Leipzig 2008, ISBN 978-3-446-41426-6.
- Sicherheits- und Unfallforschung im VDE. Fachtagung am 22. November 1994 in Leipzig; Schwerpunktheft ELEKTRIE, Berlin 49 (1995), H. 4, S. 121-160, ISSN 0013-5399; Gastherausgeber: Siegfried Altmann, Vorsitzender des VDE-Ausschusses „Sicherheits-und Unfallforschung“.
- mit Frank Butzmann: Untersuchungen zur Anwendung der Fuzzy-Logik bei der qualimetrischen Bewertung der Sicherheit elektrotechnischer Betriebsmittel. ELEKTRIE, Berlin 51 (1997), Heft 7/8, S. 257–267.
- Elektrounfallgeschehen – Analyse des Haus- und Freizeitbereiches. Jahrbuch Elektropraktiker „Chancen in der Elektrobranche“. Huss-Medien, Berlin; Verlag Technik, Berlin 1999, S. 423–426, ISBN 3-341-01207-9.
- Sicherheit elektrotechnischer Betriebsmittel – Entscheidungshilfen für eine quantitative Bewertung. VDE-Fachbericht 50. VDE-Verlag, Berlin/Offenbach 1996, S. 43–64.
- Untersuchungen über tödliche Elektrounfälle im Haus- und Freizeitbereich sowie im Gewerbe in den neuen Bundesländern. VDE-Fachbericht 53. VDE-Verlag, Berlin/Offenbach 1998, S. 115–135.
- Der elektrische Eisenbahnbetrieb in den Besatzungszonen, in der DDR und in der BRD – Der Fahrleitungsbau nach 1945. Geschichte der Elektrotechnik, Band 17. VDE-Verlag, Berlin/Offenbach 2002, S. 211–252, ISBN 3-8007-2732-3. PDF
- Optisches Informationssystem – Die Brille für Sehschwache. Symposium der Arnold Sommerfeld Gesellschaft (ASG) Leipzig e. V. (2003): „Modellierung in Physik und Informationssystemen und in der Informationstechnik“. Dr. Wolfgang Vörkel-Verlag im Wiss. Zentrum, Leipzig 2004, ISBN 3-933531-29-2.
- Spektakuläre Elektrounfälle. Vortrag anlässlich der Fachtagung “Mensch-Strom-Felder” der Forschungsstelle für Elektropathologie (FfE) München im November 2005 in Berlin aus Anlass ihres 50-jährigen Bestehens.
- Elektrosicherheit – Quantitative Bewertungsverfahren. Selbstverlag Siegfried Altmann, Leipzig 2011, ISBN 978-3-00-035816-6.
- Elektrosicherheit – Quantitative Bewertungsverfahren. Vertiefungsband und Arbeitsbuch (Qualimetrie und Subjektive Gefährdungswahrscheinlichkeit). Selbstverlag Siegfried Altmann, Leipzig 2016, ISBN 978-3-00-035816-6.
- mit Georg Schwach: Demontagebefehl für die mitteldeutschen Bahnenergieanlagen im Jahre 1946. eb-Elektrische Bahnen 99 (2001),H. 3, S. 130–135.
- Der Wiederaufbau des 15-kV-Oberleitungsnetzes nach 1945 in Mitteldeutschland. Selbstverlag Siegfried Altmann, Leipzig 2013, ISBN 978-3-00-035817-3, 800 Seiten eigene Publikationsbeiträge.
- Oberleitungsanlagen elektrischer Bahnen – Berechnungsgrundlagen. (Lehr- und Arbeitsbuch) Selbstverlag Siegfried Altmann, Leipzig 2014, ISBN 978-3-00-045375-5.
- 10 Jahre Sektion Elektroenergieanlagen an der TH Leipzig. ELEKTRIE, Berlin 38 (1984) 3, S. 84 und 113–116.
- mit Scheffel, H., Löschner, W.: Effektive Forschung durch Industrie-Hochschul-Forschungsgruppe. ELEKTRIE, Berlin 38 (1984) 11, S. 403.
- 10 Jahre Applikationsforschung am Lehrstuhl Grundlagen der Elektrotechnik an der TH Leipzig. ELEKTRIE, Berlin 44 (1990) 5, S. 163–164.
- Das Studium in der Studienrichtung Allgemeine Elektrotechnik an der TH Leipzig, Institut Allgemeine Elektrotechnik. ELEKTRIE, Berlin 45 (1991) 12, S. 443 und 444.
- Der Fachbereich Elektrotechnik der HTWK Leipzig stellt sich vor. ELEKTRIE-Schwerpunkthefte 11/93, 10 bis 12/95 und 7 bis 8/97, Gastherausgeber S. Altmann.
- Elektromedizinische Verfahren und Geräte – ein neues profilbestimmendes Lehrgebiet der Allgemeinen Elektrotechnik an der HTWK Leipzig. Zeitschrift der HTWK (1995) 1, S. 27 und 28.
- mit Jens Jühling, Dieter Kieback und Helmut Zürneck: Elektrounfälle in Deutschland. Schriftenreihe der Bundesanstalt für Arbeitsschutz und Arbeitsmedizin Dortmund, Fb. 941, Ausgabe 2002 mit 140 Seiten, ISBN 3-89701-798-9 und Ausgabe 2006 mit 152 Seiten, ISBN 3-86509-541-0.
- Gründungsgeschichte des Forschungs- und Transferzentrums Leipzig e. V. (FTZ). Zeitschrift „Podium“ der HTWK Leipzig, Sonderheft (2003) 1, S. 5–7.
- Entwicklung des elektrischen Eisenbahnbetriebes in Deutschland. DVD-Video, Laufzeit 68 Minuten, OCLC 315797710, Kamera: Lothar Tittelbach, Sächsisches Eisenbahnmuseum Chemnitz. Verlag Hengst, Chemnitz 2005
- Subjektive Gefährdungswahrscheinlichkeit als eine Kenngröße der Elektrosicherheit und eine Entscheidungshilfe für das Erstellen von Sicherheitsgutachten. PDF
- Qualimetrie – Eine kurze Entwicklungsgeschichte und Literaturrecherche, bezogen auf Anwendungen in der Elektrotechnik. DOC